# Albânia nos Jogos Olímpicos de Verão de 1996
Albânia participou dos Jogos Olímpicos de Verão de 1996, realizados em Atlanta, nos Estados Unidos. 
Foi a terceira aparição do país nos Jogos Olímpicos e esteve representado por sete atletas, sendo três homens e quatro mulheres, que competiram em cinco esportes.

## Competidores
Esta foi a participação por modalidade nesta edição:
| Esporte        | Masculino | Feminino | Total |
| -------------- | --------- | -------- | ----- |
| Atletismo      | 0         | 2        | 2     |
| Ciclismo       | 1         | 0        | 1     |
| Halterofilismo | 1         | 0        | 1     |
| Lutas          | 1         | 0        | 1     |
| Tiro           | 0         | 2        | 2     |
| Total          | 3         | 4        | 7     |

## Desempenho

### Atletismo
Feminino
Eventos de campo
| Atleta         | Evento              | Eliminatórias | Eliminatórias | Final       | Final       | Ref.  |
| Atleta         | Evento              | Marca         | Pos.          | Marca       | Pos.        | Ref.  |
| -------------- | ------------------- | ------------- | ------------- | ----------- | ----------- | ----- |
| Vera Bitanji   | Salto triplo        | 12.82         | 25º           | Não avançou | Não avançou | [ 3 ] |
| Mirela Manjani | Lançamento de dardo | 55.64         | 24º           | Não avançou | Não avançou | [ 4 ] |

### Ciclismo de estrada
Masculino
| Atleta       | Evento             | Tempo | Pos. | Ref.  |
| ------------ | ------------------ | ----- | ---- | ----- |
| Besnik Musaj | Corrida individual | DNF   | DNF  | [ 5 ] |

### Halterofilismo
Masculino
| Atleta       | Evento | Arranco | Arranco | Arremesso | Arremesso | Total | Pos. | Ref.  |
| Atleta       | Evento | Result. | Pos.    | Result.   | Pos.      | Total | Pos. | Ref.  |
| ------------ | ------ | ------- | ------- | --------- | --------- | ----- | ---- | ----- |
| Ilirjan Suli | –76 kg | 147,5   | =14º    | 175       | =15º      | 322,5 | 14º  | [ 6 ] |

### Lutas
Masculino
| Atleta            | Evento        | Rodada 1             | Rodada 2             | Quartas de final     | Semifinal            | Repescagem 2–6       | Final                | Final       | Ref.  |
| Atleta            | Evento        | Adversário Resultado | Adversário Resultado | Adversário Resultado | Adversário Resultado | Adversário Resultado | Adversário Resultado | Pos.        | Ref.  |
| ----------------- | ------------- | -------------------- | -------------------- | -------------------- | -------------------- | -------------------- | -------------------- | ----------- | ----- |
| Shkëlqim Troplini | Livre −100 kg | CAN Ladik D 0–7 (F)  | Não avançou          | Não avançou          | Não avançou          | AZE Magomedov D 0–10 | Não avançou          | Não avançou | [ 7 ] |

### Tiro
Feminino
| Atleta          | Evento                 | Eliminatórias | Eliminatórias | Final       | Final       | Ref.  |
| Atleta          | Evento                 | Pontos        | Pos.          | Pontos      | Pos.        | Ref.  |
| --------------- | ---------------------- | ------------- | ------------- | ----------- | ----------- | ----- |
| Enkelejda Shehu | Pistola de ar 10 m     | 377           | =21º          | Não avançou | Não avançou | [ 8 ] |
| Enkelejda Shehu | Pistola esportiva 25 m | 576           | =15º          | Não avançou | Não avançou | [ 9 ] |
| Djana Mata      | Pistola de ar 10 m     | 363           | 38º           | Não avançou | Não avançou | [ 8 ] |
| Djana Mata      | Pistola esportiva 25 m | 575           | 20º           | Não avançou | Não avançou | [ 9 ] |

Legenda
| Recorde mundial      | Recorde mundial (World record)               |                       | Recorde africano                      | Recorde africano (African) |                                           | Q | Classificado por posição (Qualified) |
| Recorde olímpico     | Recorde olímpico (Olympic record)            | Recorde da América    | Recorde da América (Americas)         | q                          | Classificado por melhor tempo (Qualified) |   |                                      |
| Melhor marca do ano  | Melhor marca do ano (World leading)          | Recorde asiático      | Recorde asiático (Asian)              | DNS                        | Não largou (Did not start)                |   |                                      |
| Recorde nacional     | Recorde nacional (National record)           | Recorde europeu       | Recorde europeu (European)            | DNF                        | Não terminou (Did not finish)             |   |                                      |
| Recorde pessoal      | Recorde pessoal do atleta (Personal best)    | Recorde da Oceania    | Recorde da Oceania (Oceania)          | DSQ / DQ                   | Desclassificado (Disqualified)            |   |                                      |
| Recorde da temporada | Recorde da temporada do atleta (Season best) | Recorde sul-americano | Recorde sul-americano (South America) | NM                         | Sem marca (No mark)                       |   |                                      |